# Borno-massakren (2015)
 For alternative betydninger, se Borno-massakren. (Se også artikler, som begynder med Borno-massakren)
Borno-massakren i 2015 er en serie af massedrab i Borno, en delstat i Nigeria. Drabene blev begået af Boko Haram i perioden 3. januar til 7. januar 2015, som påbegyndte massakren med et angreb på en militærbase, som var forlægning for en international styrke, bestående af tropper fra Tchad, Niger og Nigeria. Oprørerne tvang tusinder af mennesker på flugt og begik herefter drabene, som kulminerede den 7. januar. De anslåede tab opgives som "mindst nogle hundrede" op til "mere end 2000". Byen Baga og mindst 16 landsbyer er blevet ødelagt og helt eller delvis nedbrændt. Over 35.000 mennesker er blevet fordrevet og det frygtes, at mange er druknet i forsøget på at svømme over Tchad-søen. Angrebene havde som resultat, at Boko Haram udvidede sin kontrol til at omfatte ca. 70% af delstaten Borno.
Lørdag den 10. januar 2015 fulgte Boko Haram aktionen op med at sende en ca. 10 - årig pige, der var påmonteret en bombe, ind på en markedsplads i en landsby i Borno. Vidner har udtalt, at pigen næppe var klar over, at hun bar bomben, som blev udløst af en fjernbetjening.